# Karl Otto von Gymnich
Karl Otto Ludwig Theodat von und zu Gymnich (Gymnich, 1715 – 1785) è stato un nobile e politico tedesco, ultimo primo ministro dell'Elettorato di Colonia.

## Biografia
Carl Otto Ludwig Theodat era figlio del barone Massimiliano Enrico von Gymnich e di sua moglie Maria Francesca, baronessa di Loë e Wissen. Nel 1738 sposò Katharina Elisabeth Maria von Franckenstein di Ockstatt, con la quale ebbe otto figli. Grazie all'eredita del padre era in possesso del castello di famiglia a Gymnich e di diverse proprietà: parte di Kleeberg, Rheindorf e Dürboslar. Egli stesso ha acquisito nel corso della sua vita i territori di Vischel, Neurath, Nörvenich, Satzvey e Laurensberg. A Bonn possedeva una propria tenuta nella piazza come palazzo della città (ora Berliner Freiheit), a Colonia era proprietario del Gymnicher Hof am Neumarkt.
Sotto l'elettore Clemente Augusto, Carl Otto Ludwig Theodat è stato il primo vicepresidente e, dal 1753, presidente dell'Hofrat. Il successivo principe elettore Maximilian Friedrich lo nominò nel 1784, Primo Ministro di Stato, nomina esclusiva ed autoritaria appartenente al suo predecessore Caspar Anton von Belderbusch. Dal 1779, Carl Otto Ludwig Theodat fu anche consigliere privato, consigliere di guerra, direttore del cavalierato ebraico e Oberamtmann a Liedberg. Fu uno dei primi membri della Massoneria a Bonn.